# Пальпация

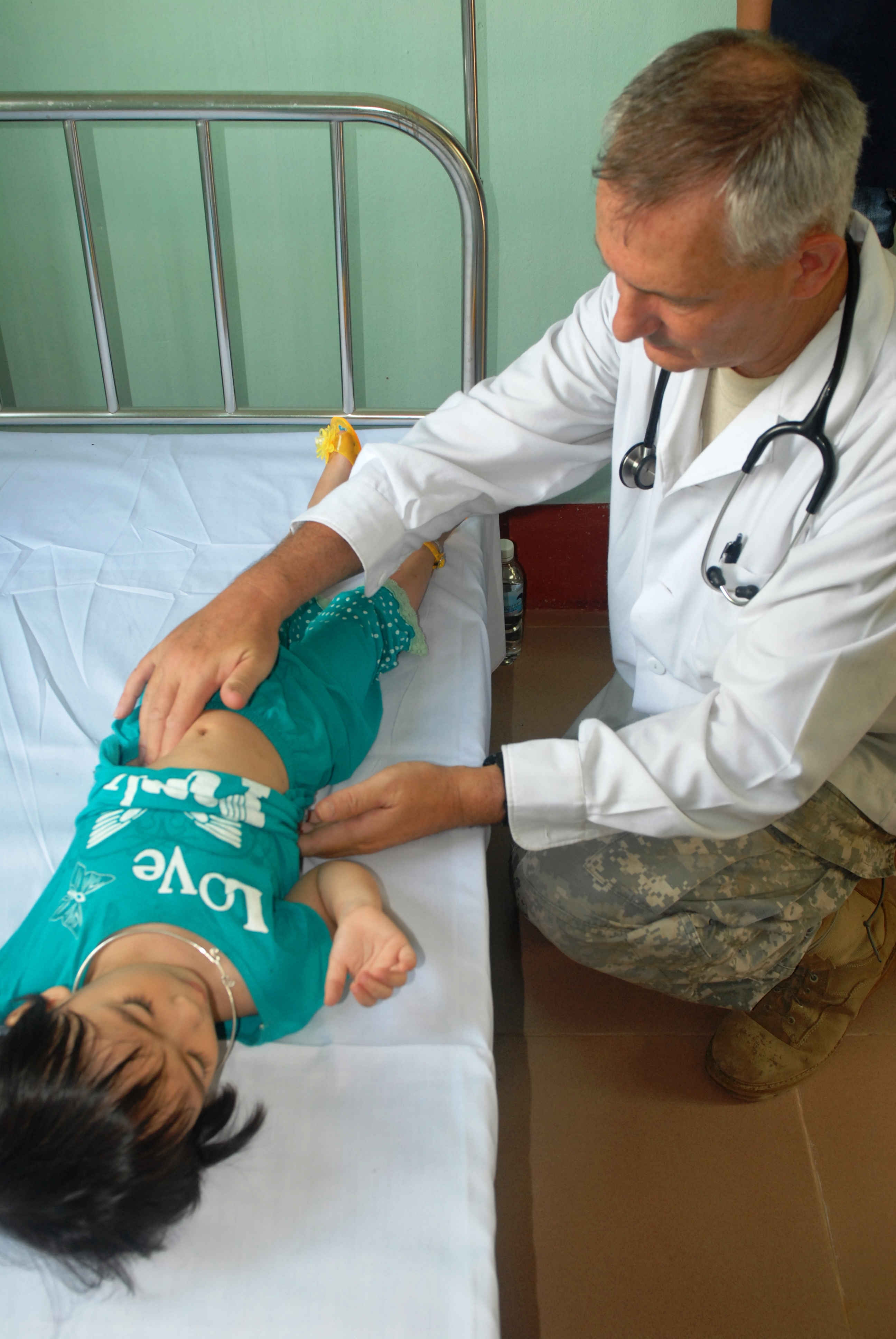
Пальпация живота ребёнка

Пальпа́ция (от лат. palpatio — «поглаживание, ощупывание») — физикальный метод медицинской диагностики, проводимый путём ощупывания тела пациента. Как способ изучения свойств пульса, пальпация упоминается ещё в трудах Гиппократа. В качестве метода исследования внутренних органов, пальпация получила широкое распространение в Европе лишь со второй половины XIX века после работ Р. Лаэннека, И. Шкоды, В. П. Образцова и др.
Известный клинический афоризм: «Стетоскоп уж тем хорош, что заставляет врача хотя бы на 15 см приблизиться к больному, а пальпация и вовсе обеспечивает контакт врача с больным».

## Процесс пальпации
Пальпация основана на осязательном ощущении, возникающем при движении и давлении пальцев или ладони ощупывающей руки. С помощью пальпации определяют свойства тканей и органов: их положение, величину, форму, консистенцию, подвижность, топографические соотношения, а также болезненность исследуемого органа.

## Виды пальпации
Различают поверхностную и глубокую пальпацию. Поверхностную пальпацию проводят одной или обеими ладонями, положенными плашмя на исследуемую область кожи, суставов, сердца и т. п. Сосуды (их наполнение, состояние стенки) ощупывают кончиками пальцев в месте их прохождения. Глубокую пальпацию осуществляют специальными приёмами, различными при исследовании желудка, кишечника (скользящая пальпация, по Образцову), печени, селезёнки и почек, прямой кишки, влагалища и др.